# Telford
Telford é uma cidade localizada no condado de Shropshire, na região das Midlands Ocidentais, Inglaterra.

## Subúrbios
Telford
Donnington é um subúrbio de Telford. Fica situado no borough de Telford e Wrekin e condado cerimonial de Shropshire, Inglaterra. Diferente da restante Telford, a região de Donnington está inserida num contexto rural com vastas paisagens campestres.
Ligada à Revolução Industrial, a Donnington actual (2011) desenvolveu-se, a partir da década de 1930, em redor de infraestruturas militares como o Depósito de Armas Britânico. Desde aquela década que se foram construíndo casas para os trabalhadores que trabalhavam para o Ministério da Defesa Britânico, criando a New Donnington. O depósito militar foi um dos maiores da Europa, tendo perdido a sua importância desde os tempos da Guerra Fria. 